# Ignacy Jeszu II Qamsheh
Ignacy Jeszu II Qamsheh (ur. ?, zm. ?) – w latach 1659–1662 103. syryjsko-prawosławny Patriarcha Antiochii. 